# Anupam Tripathi
Anupam Tripathi (hindi : अनुपम त्रिपाठी ; hangeul : 아누팜 트리파티 ; RR : Anupam teuripati ; MR : Anup'am t'ŭrip'at'i), né le 2 novembre 1988 à New Delhi, est un acteur indien expatrié en Corée du Sud depuis 2010. Il est révélé en 2021 dans la série télévisée sud-coréenne Squid Game diffusée sur Netflix.

## Biographie
Anupam Tripathi a toujours rêvé de faire une carrière d'acteur en Corée du Sud. Il s'y installe en 2010 et obtient  une bourse de l'université nationale des arts de Corée d'où il sort diplômé.

## Filmographie

### Cinéma
- 2014 : Ode to My Father : un sri-lankais
- 2015 : The Phone : Charles
- 2016 : Asura: The City of Madness : travailleur indien
- 2016 : Luck Key : un indien
- 2017 : Chimmuk : manager d'usine
- 2017 : The Heartbeat Operator : chef népalais
- 2019 : Miss and Mrs. Cops : subalterne arabe
- 2021 : Space Sweepers : l'assistant de Sullivan
- 2021 : The 8th Night, prêcheur (voix)
- 2021 : Vanishing (배니싱:미제사건) de Denis Dercourt

### Télévision
- 2015 : Hogu's Love
- 2015 : Let's Eat 2 : serveur de restaurant indien (épisode 4)
- 2016 : Descendants of the Sun : homme donnant sa paire de chaussures au Dr Kang (épisodes 6 et 7)
- 2017 : Just Between Lovers : client de Sook-hee
- 2019 : Arthdal Chronicles
- 2019 : Strangers from Hell : Kumail
- 2020 : Hospital Playlist : collègue du patient étranger  (épisode 4)
- 2021 : Taxi Driver
- 2021 : Squid Game : Ali Abdul (épisodes 1 à 6)
- 2023 : King the Land : Prince Samir